# Pont de Chesters
Le pont de Chesters est un ancien pont romain fortifié faisant partie du mur d’Hadrien et barrant la North Tyne. Il est protégé par le fort de Chesters, qui est établi sur la rive occidentale.

## Géographie et contexte archéologique
Le site se trouve sur le territoire du village de Chollerford, à proximité de Hexham, dans le Northumberland. Le pont traverse la North Tyne à quatre kilomètres en amont de la confluence de celle-ci avec la South Tyne. Dans son état contemporain, la rivière mesure environ cinquante mètre de large à l’emplacement du pont. Son lit est couvert de blocs de roche et sa profondeur dépasse rarement 1,50 m. Le cours de la rivière a changé depuis l’époque romaine et passe désormais une quinzaine de mètres plus à l’ouest. Ce changement a pour conséquence que la culée orientale se trouve nettement sur la terre ferme, tandis que la culée occidentale a en grande partie disparue sous l’action des eaux. L’orientation du cours d’eau a également changée, la rivière antique arrivant du Nord-Est de manière plus prononcée et faisant une boucle vers le sud-est à l’emplacement du pont.
Dans l’Antiquité, le pont est entouré de nombreuses constructions qui ne sont plus, ou difficilement, visibles aujourd’hui. Le fort de Chesters se trouve à cent vingt mètres à l’Ouest de la rivière. Implanté directement sur le mur d’Hadrien, ce fort de cavalerie est l’un des plus grands forts de cette ligne de fortification avec une surface de 2,3 ha. Entre le fort et le pont se trouve une portion du mur, qui, interrompu par la rivière, reprend immédiatement sur la rive opposé. Le pont sert ainsi de liaison entre les deux portions du mur et son tablier s’inscrit directement dans le tracé du chemin de ronde. À environ 250 m à l’ouest de la culée orientale se trouve le fort miliaire no 27, tandis qu’au Nord et au Sud se retrouvent le fossé et le vallum présents sur l’intégralité du tracé du mur d’Hadrien.

## Historique

### Contexte général
En réponse à la menace présentée par les tribus calédoniennes, l’empereur Hadrien ordonne en 121 ou 122 la construction d’un mur devant séparer la province de Bretagne des zones non contrôlées situées au Nord. La construction débute en 123, puis est modifiées dès 124 par la réduction de la largeur du mur et l’ajout dans le dispositif des grands forts comme celui de Chesters. Le plan est par la suite une nouvelle fois modifié pour ajouter des défenses, le vallum, à l’arrière du côté romain du mur. La construction est achevée avant 127.
Le mur est abandonné dans les années 140, la frontière étant repoussée au mur d’Antonin. Ces conquêtes sont toutefois provisoires et le mur d’Hadrien est remis en service en 163. C’est à cette époque que la route militaire est construite entre le mur et le vallum. Le mur est définitivement abandonné peu après 400.

### Histoire antique
La construction du mur débute dans les alentours de la North Tyne en 124 et est assurée par la sixième légion. La décision cette année-là de changer le plan original ralentit le chantier, l’édification des forts nécessitant davantage d’efforts. Les fortifications ne sont ainsi achevées à cet endroit qu’en 126 au plus tôt. Les travaux sur le pont n’ont probablement commencés que lorsque le reste des éléments était déjà terminé ou à un stade avancé, donc pas avant 125. Le pont issu de cette campagne, dit pont 1, compte huit piles hexagonales et et d’envergure assez modeste. Au cours du reste du IIe siècle, la rive orientale de la rivière se déplace vers l’Ouest, peut-être à la suite d’un événement météorologique exceptionnel, de sorte que la première travée se trouve totalement ensablée. Il est alors décidé à une date indéterminée de ce siècle de combler cette travée et de prolonger la culée pour en faire une longue chaussée.
Le pont 1 est remplacé au début du IIIe siècle par le pont 2, une structure plus imposante reposant sur trois grandes piles à bec. Ce chantier concorde avec des travaux similaires sur d’autres ponts, notamment celui de Willowford qui est lui aussi reconstruit de manière similaire.
Le pont demeure entretenu au moins jusqu'au début du IVe siècle et probablement jusqu’à l’abandon du mur peu après 400. Après cette date, il s’est dégradé en plusieurs étapes dont les dates ne sont pas connues. Il est en revanche très probable que le pont était déjà détruit au XIIIe siècle, un pont médiéval en pierre ayant été construit à cette époque plus au Nord, à hauteur de l’île de Chollerford. Ce pont ayant été lui-même établi à un point de passage déjà utilisé, le pont de Chesters n’était probablement plus praticable depuis longtemps à cette époque.
L’absence presque totale des dalles des parapets dans les vestiges laisse à pense que les dégradations sur le pont ont débuté avec le pillage de celles-ci. Dans un deuxième temps, les corniches sur lesquelles les dalles étaient montées ont été délibérément délogées et jetées dans la rivière, probablement afin de pouvoir accéder aux crampons et aux tirants métalliques joignant les blocs situés sous celle-ci. Cette recherche d’éléments métalliques pourrait être mise en relation avec la présence au Moyen Âge de forges à Willowford.
Ces actions n’ont toutefois pas été suffisant pour rendre le pont impraticable. Cela a plus vraisemblablement été causé par l’effondrement de sa partie occidentale. Celui-ci ayant été causé par le minage progressif de la culée du fait du changement de cours de la rivière. Par ailleurs, la proportion de matériaux subsistant sur le site par rapport à la taille de la structure indique que les ruines ont servie de carrière sur une longue période. Ainsi les parties du XIe siècle de l’église de Warden montrent au moins un bloc provenant probablement du pont.

### Époques modernes et contemporaines
La première mention écrite du pont est faite par Camden en 1695, mais c’est Gordon qui fait la première description des vestiges en 1726. Celle-ci permet de savoir qu’à ce moment il ne subsiste déjà plus que les fondations, qui ne sont visibles qu’en période de basses-eaux. Les premières fouilles sont réalisées par William Coulson au printemps 1860 et mettent au jour d’abord les culées orientales des ponts 1 et 2. Le pont 1 n’est toutefois pas identifié comme ayant fait partie du mur d’Hadrien, du fait des erreurs existant à l’époque dans la chronologie de celui-ci, mais comme étant antérieur à celui-ci et datant d’Agricola. Des excavations sont également réalisées dans le lit de la rivière.
Au début du XXe siècle les vestiges sont très dégradés et recouverts par la végétation. En 1946, le site est placé sous la responsabilité du ministère de la construction et des travaux d’aménagement sont réalisés après des fouilles sommaires de F. G. Simpson. Ces fouilles amènent à reconsidérer l’historique du site et à associer le pont 1 à la première phase du chantier du mur.
L’augmentation du nombre de visiteurs entraîne toutefois des dommages supplémentaires, ce qui incite à lancer en 1982 un grand programme de fouilles et de restauration. La première saison est entièrement consacrée à documenter les vestiges dans leur état d’alors, chaque pierre étant inventoriée en détail. En 1983, les blocs qui avaient entassés sur les vestiges à l’époque victorienne sont progressivement retirés et des sondages réalisés sur la rive orientale permettent de retrouver une culée de ce côté, ainsi qu’une rampe d’accès et une tour couvrant celui-ci. Ces fouilles contribuent à préciser la chronologie relative du site et à établir la présence de deux structures consécutives, le pont 1, datant de l’époque d’Hadrien, et le pont 2, datant vraisemblablement de l’époque des Sévères.

## Description
Le pont 1 mesure environ 61 m de long et repose sur huit piles hexagonales et deux culées espacées de 4 m. La superstructure a pu prendre la forme d’une simple passerelle en bois ou, plus probablement, d’un tablier en pierre sur arches comme pour le pont 1 de Willowford. Les piles mesurent environ 6 m de long et 3 m de large et comportent de chaque côté un bec à 45° de 1,5 m de long. Les blocs extérieurs sont assemblés entre eux et avec les grands blocs constituant le cœur de la pile par des crampons de fer en que d’aronde scellés au plomb.
Néanmoins, il diffère de celui-ci par sa construction assez légère et le faible intervalle entre les piles. Ce dernier, associé au nombre important de piles, constitue une faiblesse structurelle, le pont offrant une résistance importante au courant, notamment en période de hautes-eaux.

### Pont 2
Le pont 2 est un pont à arches entièrement en pierre. Il a longtemps été présumé que le tablier aurait été en bois, mais cette théorie est définitivement invalidée depuis l’identification de voussoirs et d’autres parties de superstructure en pierre lors des fouilles des années 1980. Les matériaux utilisés ont été prélevés à proximité immédiate du pont. Plusieurs carrières actives dans l’Antiquité se trouvent à moins de 2,5 km du site et ont pu servir de source au grès employé, notamment celles de Black Pasture et Fallowfield Fell. La réalisation est de manière générale plutôt soignée, avec un assemblage à joints vifs ayant à certains endroits recours à l’anathyrose.
Le pont mesure probablement environ 58 m de long et 7,15 m de haut, avec trois arches ayant chacune 5,25 m de rayon. Le tablier est bordé de chaque côté par un parapet fait de dalles verticales, qui repose sur une corniche moulurée. Des colonnes décoratives se dressent aux extrémités des parapets, de manière similaire à celles encore visible sur le pont traversant la Cendere Çayı, en Turquie moderne. Les culée sont massives et débordent dans la rivière – sur une longueur d’environ 7 m pour la culée orientale. Chacune des trois piles mesure environ 5 m de large pour 9,3 m de long et sont espacées de manière régulière par un intervalle de 10,8 m.

### Fortifications
De chaque côté du pont s’étend la courtine du mur d’Hadrien, sur laquelle sont visibles les changements de plan réalisés lors des premières phases de construction. La largeur de 3,30 m de la base montre en effet qu’elle a été construite dans la première phase, dite du « mur large ». Le mur large n’a probablement jamais fait plus que quelques assises de haut avant d’être repris comme fondation pour un mur moins épais de 2,10 m de large, dit « mur étroit ». Sur la rive orientale, le mur large s’interrompt à environ 8,5 m de la position estimée de la culée du pont 1. Au-delà, le mur étroit se poursuit seul et sur un axe légèrement différent de celui du mur large. En outre, le mur étroit a été en grande partie reconstruit sur les derniers mètres lors de l’édification du pont 2.